# Admiral (Kriegsmarine)
Admiral (izvirno nemško Admiral; kratica: A) je bil tretji najvišji admiralski čin v nemški Kriegsmarine, ki je bil prevzet od Reichsmarine (iz časov Weimarske republike). 
Nižji čin je bil viceadmiral, medtem ko je bil višji generaladmiral. V drugih vejah Wehrmachta (Heer in Luftwaffe) mu je ustrezal čin generala, medtem ko mu je v Waffen-SS ustrezal čin SS-Obergruppenführerja.

## Oznaka čina
Osnovna (naramenska) oznaka čina kapitana korvete je bila sestavljena iz štirih zlatih prepletenih vrvic, ki so bile pritrjene na črno podlago in dveh zvezdic. 
Narokavna oznaka čina (ki se je nahajala na spodnjem delu rokava) je bila sestavljena iz enega širokega zlatega traku in treh debelejših zlatih črt in nad njimi se je nahajala ena petkraka zvezda.
Oznaka čina za slavnostno uniformo je bila sestavljena iz oznake sidra in dveh kvadratkov na zlati epoleti (z zlato obrobo), na katero so bile pritrjene zlate resice.
Galerija
- Osnovna naramenska oznaka čina